# Коттон, Анни
Анни Коттон (фр. Annie Cotton, родилась 13 июля 1975 в Лавале) — франкоканадская певица и актриса.

## Биография
В 1991 году Анни Коттон дебютировала на съёмках канадского подросткового телесериала «Watatatow», играя роль Вероники Шаре (фр. Véronique Charest). В 1993 году Коттон представляла Швейцарию на музыкальном конкурсе Евровидение-1993, исполняя песню на французском «Moi, tout simplement». Со 148 баллами Коттон заняла 3-е место и стала второй канадской гражданкой после Селин Дион, выступившей на Евровидении. В 2007 году она снялась в мыльной опере «Virginie».